# Gerd Hasenfuß

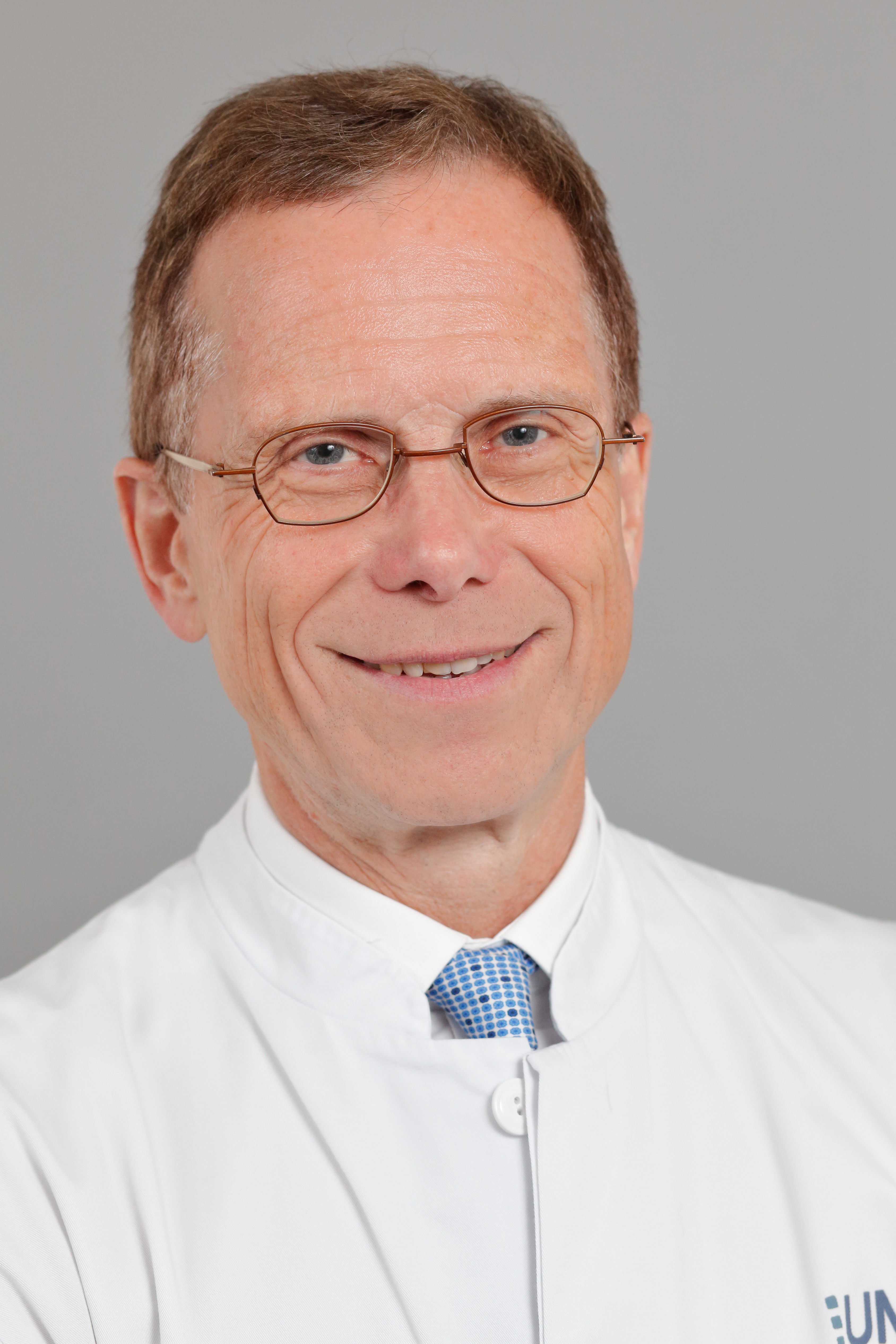
Gerd Hasenfuß (2017)

Gerd Hasenfuß (* 27. Juni 1955 in Kehl) ist ein deutscher Kardiologe. Bis Herbst 2024 war er Direktor der Klinik für Kardiologie und Pneumologie und Universitätsprofessor für Innere Medizin an der Universitätsmedizin Göttingen.

## Leben
Hasenfuß studierte von 1975 bis 1981 Humanmedizin an der Albert-Ludwigs-Universität Freiburg und wurde dort 1981 promoviert. Seine Facharztausbildung „Innere Medizin und Kardiologie“ absolvierte er am Universitätsklinikum Freiburg. Es folgten wissenschaftliche Tätigkeiten an der University of Vermont (USA). Im Jahr 1989 habilitierte er sich im Fachbereich Innere Medizin. 1993 wurde er Oberarzt der Medizinischen Klinik des Universitätsklinikums Freiburg und war zudem von 1994 bis 1998 Heisenberg-Stipendiat der Deutschen Forschungsgemeinschaft. 1998 übernahm die Leitung der Klinik für Kardiologie und Pneumologie der Universitätsmedizin Göttingen, 2001 den Vorsitz des Herzzentrums Göttingen und 2010 den Vorsitz des Herzforschungszentrums Göttingen (Heart Research Center Göttingen). Im Jahr 2024 trat er in den Ruhestand.
Seit 2002 ist er ordentliches Mitglied der Akademie der Wissenschaften zu Göttingen sowie Fellow der European Society of Cardiology und seit 2019 Mitglied der Nationalen Akademie der Wissenschaften Leopoldina.

## Forschungsschwerpunkte
Hasenfuß‘ Forschungsschwerpunkt sind Herzerkrankungen, insbesondere die Herzschwäche (Herzinsuffizienz). Er erforscht die molekularen und funktionellen Grundlagen von Herzinsuffizienz und arbeitet an neuen, wirksameren Therapien. Dies beinhaltet technische Herzkatheter-Behandlungsmethoden, und neue medikamentöse und zelluläre Strategien. Dazu untersucht er Signalwege, die bei der Krankheitsentstehung eine Rolle spielen sowie Kommunikationswege zwischen unterschiedlichen Zellen im Herzen.
Hasenfuß hat die Inversion der Kraft-Frequenz-Beziehung des Herzmuskels als relevanten Pathomechanismus der Herzinsuffizienz identifiziert und die zugrundeliegende Störung des Calcium-Stoffwechsels aufgezeigt. Auf der Suche nach Stammzell-basierten Regenerationsverfahren bei Herzinsuffizienz hat er mit seiner Gruppe die spermatogonale Stammzelle als adulte pluripotente Stammzelle identifiziert.
Hasenfuß hat wesentlich zu klinischen Erprobungen und Weiterentwicklungen eines neuen Therapieverfahrens zur Behandlung der diastolischen Herzinsuffizienz (Herzinsuffizienz mit erhaltener Ejektionsfraktion, HFpEF) beigetragen. Dieses Verfahren (InterAtrial Shunt) beruht auf der katheterbasierten Implantation eines Stents in der Vorhofscheidewand, um eine Verbindung zwischen linker und rechter Vorkammer dauerhaft zu erhalten. Hierdurch kommt es zu einer Entlastung der Lungenstrombahn, zu einer Abnahme der Atemnot und einer besseren Belastbarkeit der Patienten.
Die Arbeitsgruppe um Gerd Hasenfuß untersucht Gewebe- und Bioproben, die bei Patienten nach Implantation einer Aortenklappe mit einem Katheterverfahren gewonnen werden. Daraus werden genetische und molekulare Merkmale identifiziert, die Vorhersagen über den weiteren Verlauf der Erkrankung ermöglichen. So konnten spezifische Veränderungen identifiziert werden, die einen ungünstigen Verlauf nach Katheterimplantation vorhersagen.

## Weitere Funktionen
- seit 2010: Vorsitzender des Herzforschungszentrums Göttingen (HRCG), Universitätsmedizin Göttingen

- 2011–2019: Vorstandsmitglied des Deutschen Zentrums für Herz-Kreislauf-Forschung
- 2013–2020: Vorstandsmitglied der Deutschen Gesellschaft für Innere Medizin
- 2015–2016: Vorsitzender der Deutschen Gesellschaft für Innere Medizin
- 2016–2020: Vorstandsratsmitglied der Gesellschaft Deutscher Naturforscher und Ärzte e. V.

## Projektkoordination in Verbundprojekten
- 2001–2005: Sprecher des DFG-Transregio „TRR 2: Biomechanische Phänotypregulation im Herz-Kreislauf-System“
- 2006–2012: Sprecher der Klinischen Forschergruppe der DFG „KFO 155: Die Bedeutung von Biomechanik und Ca2+-Stoffwechsel bei Herzinsuffizienz und Regeneration“
- 2012–2024: Sprecher des DFG-Sonderforschungsbereichs „SFB 1002: Modulatorische Einheiten bei Herzinsuffizienz“
- 2016–2024: Koordinator des Göttinger Forschungsschwerpunkts „Heart and Brain“

## Auszeichnungen (Auswahl)
- 1991: Europäischer Preis für Alternativmethoden zum Tierversuch
- 1991: Theodor-Frerichs-Preis der Deutschen Gesellschaft für Innere Medizin
- 2003: Dr.-Léon-Dumont-Preis der Belgischen Gesellschaft für Kardiologie
- 2008: Distinguished Lecture Award der International Society of Heart Research, Japanese Section
- 2016: Brutsaert Lecture Award der Heart Failure Association der European Society of Cardiology
- 2024: Leopold-Lichtwitz-Medaille der Deutschen Gesellschaft für Innere Medizin

## Veröffentlichungen (Auswahl)
- mit H. Reinecke, R. Studer, M. Meyer, B. Pieske, J. Holz, Ch. Holubatsch, H. Posival, H. Just, H. Drexler: Relation Between Myocardial Function and Expression of Sarcoplasmic Reticulum Ca2+-ATPase in Failing and Nonfailing Human Myocardiam. In: Circulation Research 1994; 75: 434–442, doi:10.1161/01.res.75.3.434
- mit Ch. Holubarsch, H.-P. Hermann, K. Astheimer, B. Pieske, H. Just: Influence of the force-frequency relationship on haemodynamics and left ventricular function in patients with non-failing hearts and in patients with dilated cardiomyopathy. In: European Heart Journal 1994; 15: 164–170, doi:10.1093/oxfordjournals.eurheartj.a060471
- mit K. Guan. K. Nayernia, L.S. Maier, S. Wagner, R. Dressel, J.H. Lee, J. Nolte, F. Wolf, M. Li, W. Engel: Pluripotency of spermatogonial stem cells from adult mouse testis. In: Nature. 2006; 440(7088):1199–203, doi:10.1038/nature04697
- mit C. Hayward, D. Burkhoff, F.E. Silvestry, S. McKenzie, F. Gustafsson, F. Malek, J. Van der Heyden, I. Lang et al.: A transcatheter intracardiac shunt device for heart failure with preserved ejection fraction (REDUCE LAP-HF): a multicentre, open-label, single-arm, phase 1 trial. In: The Lancet, 2016;387: 1298–1304, doi:10.1016/S0140-6736(16)00704-2
- mit J. Christoph, M. Chebbok, C. Richter, J. Schröder-Schetelig, P. Bittihn, S. Stein, I. Uzelac, F.H. Fenton, R.F. Gilmour, S. Luther: Electromechanical vortex filaments during cardiac fibrillation. In: Nature. 2018; 555: 667–672, doi:10.1038/nature26001
- mit M. Puls B. E.  Beuthner, R. Topci, A. Vogelgesang, A. Bleckmann, M. Sitte et al.: Impact of myocardial fibrosis on left ventricular remodelling, recovery, and outcome after transcatheter aortic valve implantation in different haemodynamic subtypes of severe aortic stenosis. In: European Heart Journal 2020;0:1–12, doi:10.1093/eurheartj/ehaa033